# 1984 (film din 1984)
1984 este un film britanic științifico-fantastic în regia lui Michael Radford, bazat pe romanul cu același nume al lui George Orwell. Filmul îi are în rolurile principale pe Richard Burton și John Hurt.

## Synopsis
În 1984, lumea este divizată în trei părți: Oceania, Estasia și Eurasia. Aceste trei superputeri se află în stare de război. Winston Smith, simplu funcționar în serviciul lui Big Brother (Fratele cel Mare), va comite o crimă prin gândire, precum și prin povestea de dragoste pe care o trăiește cu o tânără femeie, Julia. Winston trăiește într-un apartament foarte modest. Descoperim că societatea din Oceania este împărțită în trei categorii: Partidul interior, Partidul exterior și Prolii (proletarii); Prolii trăiesc în zone speciale. Stăpânul Oceaniei este Big Brother, pe care nimeni nu l-a văzut, însă al cărui portret este afișat pe toate zidurile și pe toate telecranele. Fața lui Big Brother este următoarea: poartă o mustață mică, care amintește de mustața lui Hitler, fața sa pare să liniștească, dar în același timp arată o anumită severitate. Acasă, oamenii au instalate tele-ecrane, un fel de televizoare care pot urmări, vizual și sonor, tot ceea ce se petrece în fiecare locuință și, la nevoie, să-i aducă pe oameni la ordine (tele-ecranul funcționează ca o video-conferință).
Opozantul politic al lui Big Brother este Emmanuel Goldstein, care pretinde că războiul nu există și că acesta nu servește decât la menținerea regimului. Restricțiile sunt foarte dure în privința alimentelor, libertăților și mișcărilor oamenilor; aceste restricții sunt mai blânde față de proletari, care sunt considerați drept animale.

## Fișă tehnică
- Titlu: 1984
- Titlu original:  Nineteen Eighty-Four
- Regia: Michael Radford
- Scenariul: Michael Radford, după romanul O mie nouă sute optzeci și patru de George Orwell
- Producția: Simon Perry, Al Clark, Robert Devereux, John Davis,
- Producători executivi: Gina Rosenblum și Marvin J. Rosenblum
- Societăți de producție: Umbrella-Rosenblum Films Production și Virgin
- Muzica: Dominic Muldowney
- Fotografia: Roger Deakins
- Montajul: Tom Priestley
- Decoruri: Allan Cameron
- Costume: Emma Porteus
- Țara de origine: Regatul Unit
- Limba: engleză
- Format: Culori; 1,66 : 1; stereo; 35 mm
- Gen: Science-fiction, dramă
- Durată: 113 minute
- Data ieșirii pe ecrane: 10 octombrie 1984 (Regatul Unit)

## Distribuția
- John Hurt: Winston Smith
- Richard Burton: O'Brien
- Suzanna Hamilton: Julia
- Cyril Cusack : Charrington
- Gregor Fisher: Parsons
- James Walker: Syme
- Andrew Wilde: Tillotson
- David Trevena: prietenul lui Tillotson
- David Cann: Martin
- Anthony Benson: Jones
- Peter Frye: Rutherford
- Roger Lloyd-Pack: Waiter
- Rupert Baderman: Winston copil
- Corinna Seddon: mama lui Winston
- Martha Parsey: sora lui Winston
- Bob Flag: Big Brother